# Ballana omani
Ballana omani är en insektsart som beskrevs av Delong 1964. Ballana omani ingår i släktet Ballana och familjen dvärgstritar. Inga underarter finns listade i Catalogue of Life.